# 7127 Штіфтер
7127 Штіфтер (7127 Stifter) — астероїд головного поясу, відкритий 9 вересня 1991 року.
Тіссеранів параметр щодо Юпітера — 3,171.
Названо на честь австрійського письменника Адальберта Штіфтера, (1805–1868)